# Stångtjärnen (Stora Kopparbergs socken, Dalarna)
Stångtjärnen är en sjö i Falu kommun i Dalarna och ingår i Dalälvens huvudavrinningsområde. Sjön är 5,5 meter djup, har en yta på 0,135 kvadratkilometer och befinner sig 191 meter över havet. Vid provfiske har abborre, gädda och mört fångats i sjön.
Vid sjön finns badplats och en motionsanläggning.

## Delavrinningsområde
Stångtjärnen ingår i det delavrinningsområde (672221-148726) som SMHI kallar för Mynnar i Faluån. Medelhöjden är 181 meter över havet och ytan är 8,42 kvadratkilometer. Räknas de 4 avrinningsområdena uppströms in blir den ackumulerade arean 13,07 kvadratkilometer. Vattendraget som avvattnar avrinningsområdet har biflödesordning 4, vilket innebär att vattnet flödar genom totalt 4 vattendrag innan det når havet efter 220 kilometer. Avrinningsområdet består mestadels av skog (55 procent). Avrinningsområdet har 0,14 kvadratkilometer vattenytor vilket ger det en sjöprocent på 1,6 procent. Bebyggelsen i området täcker en yta av 2,59 kvadratkilometer eller 31 procent av avrinningsområdet.